# Chi Hoa giấy
Chi Hoa giấy hay chi Bông giấy (danh pháp khoa học: Bougainvillea) là một chi trong thực vật có hoa bản địa khu vực Nam Mỹ, từ Brasil về phía tây tới Peru và về phía nam tới miền nam Argentina (tỉnh Chubut). Các tác giả khác nhau công nhận từ 4 tới 18 loài trong chi. Tên gọi khoa học của chi xuất phát từ Louis Antoine de Bougainville, đô đốc của Hải quân Pháp, một trong số những người đã bắt gặp nó tại Brasil năm 1768.
Các loài trong chi này là các loại dây leo dạng gỗ, cây bụi hay cây thân gỗ có gai. Các loài dây leo mọc cao tới 1–12 m, bò trên các loài cây khác bằng các gai có móc. Các gai có mũi nhọn chứa chất dạng sáp màu đen dễ dàng để lại trong thịt của các nạn nhân không ngờ vực. Chúng luôn xanh tươi khi lượng mưa dồi dào quanh năm, nhưng lại là sớm rụng lá nếu sống trong môi trường có mùa khô. Các lá mọc so le, lá đơn hình trứng nhọn mũi, dài 4–13 cm và rộng 2–6 cm. Hoa thật sự của chúng nhỏ và nói chung có màu trắng, nhưng mỗi cụm 3 hoa được bao quanh bằng 3 hay 6 lá bắc với màu rực rỡ gắn liền với nhóm thực vật này, bao gồm các màu hồng, tím, tía, đỏ, cam, trắng hay vàng. Bougainvillea glabra đôi khi được gọi là "hoa giấy" do các lá bắc của nó mỏng và giống như giấy. Quả là dạng quả bế hẹp, 5 thùy.
Bougainvillea tương đối ít bị sâu bệnh, nhưng có thể bị tổn thương từ các loài giun và rệp. Ấu trùng của một số loài cánh vẩy cũng phá hoại chúng, chẳn hạn như Hypercompe scribonia.

## Lịch sử

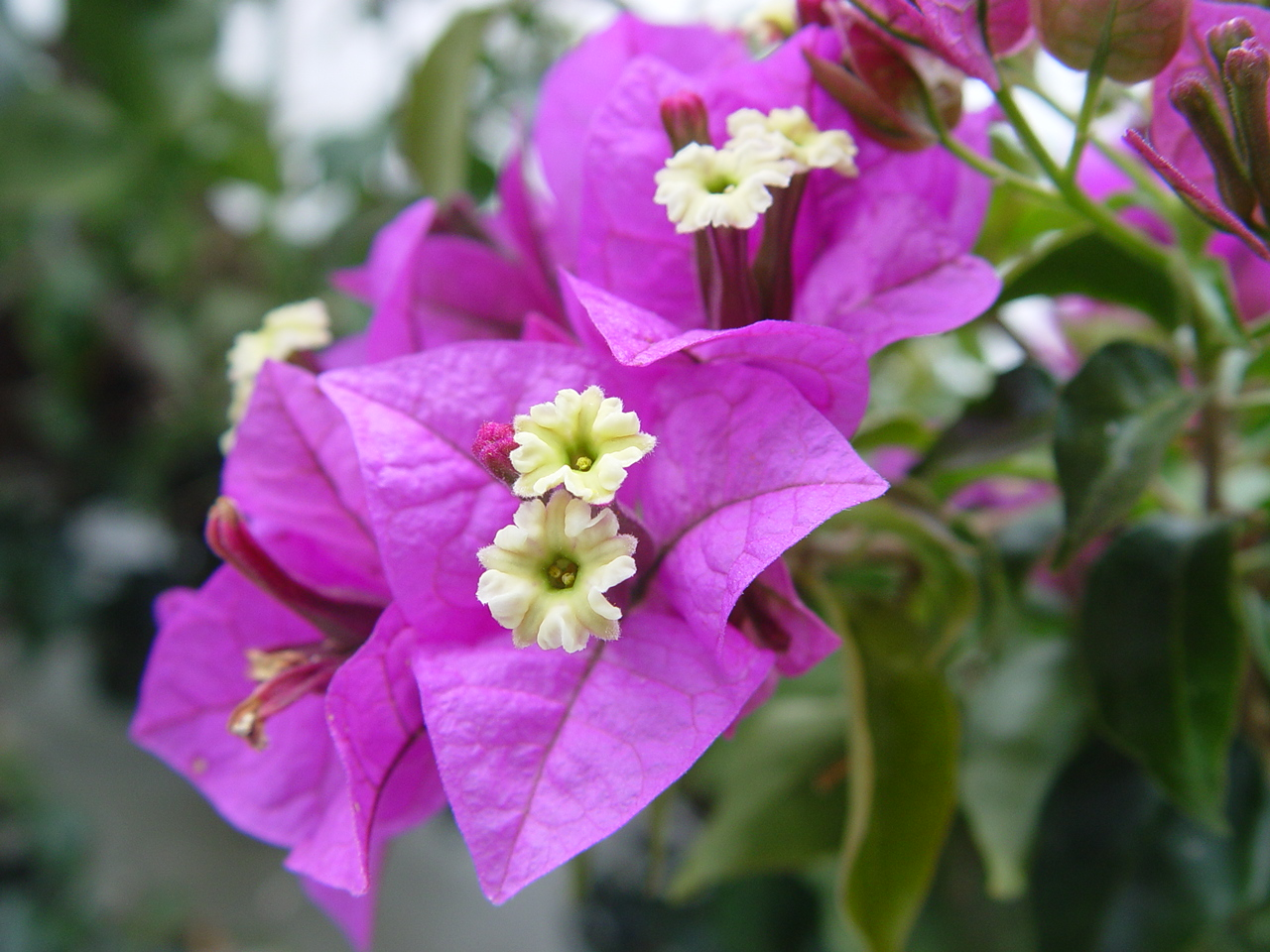
Cận cảnh hoa Bougainvillea glabra

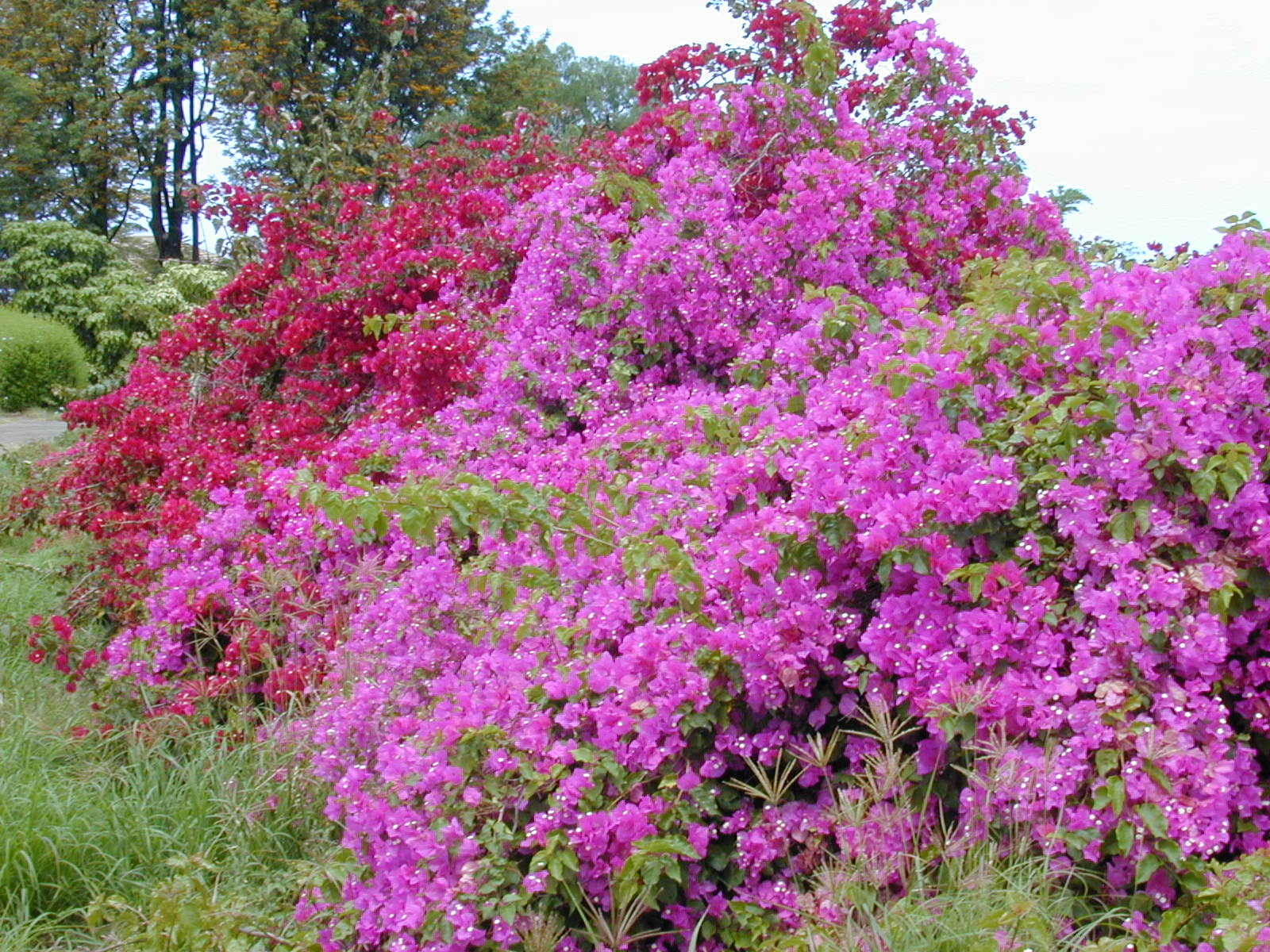
Bougainvillea spectabilis

Người châu Âu đầu tiên mô tả hoa giấy là Philibert Commerçon (1727-1773), một nhà thực vật học đi cùng đô đốc hải quân Pháp kiêm nhà thám hiểm Louis Antoine de Bougainville (1729-1811) trong chuyến đi vòng quanh Trái Đất của ông, và lần đầu tiên công bố cho ông bởi Antoine Laurent de Jussieu năm 1789. Rất có thể người châu Âu đầu tiên quan sát các loài thực vật này là Jeanne Baret (1740-1807), tình nhân kiêm trợ lý của Commerçon và bà này thì là một chuyên gia về thực vật học. Do phụ nữ không được phép xuống tàu nên bà đã cải trang thành đàn ông để thực hiện chuyến du hành này (và vì thế là người phụ nữ đầu tiên đi vòng quanh địa cầu).
Hai mươi năm sau phát hiện của Commerçon, nó được công bố như là 'Buginvillæa' trong Genera Plantarum của A.L. de Jussieu năm 1789. Sau đó, tên chi được viết theo nhiều kiểu khác nhau cho tới khi cuối cùng nó được viết thành "Bougainvillea" trong Index Kewensis trong thập niên 1930. Ban đầu, B. spectabilis và B. glabra rất khó phân biệt cho tới tận giữa thập niên 1980 khi các nhà thực vật học coi chúng là các loài hoàn toàn khác biệt. Đầu thế kỷ 19 hai loài này là những loài đầu tiên du nhập vào châu Âu, và rất nhanh sau đó các vườn ươm cây tại Anh và Pháp đã có những giao dịch thương mại tốt để đưa các mẫu cây tới Australia cùng các quốc gia xa xôi khác. Trong khi ấy, vườn thực vật Kew đã phân phối các mẫu cây mà vườn này nhân giống tới các thuộc địa của Anh trên khắp thế giới. Sau đó, một sự kiện quan trọng trong lịch sử hoa giấy diễn ra với phát hiện mẫu cây đỏ thắm ở Cartagena, Colombia, bởi bà R.V. Butt. Ban đầu người ta cho nó là một loài riêng biệt với danh pháp B. buttiana để vinh danh bà. Tuy nhiên, hiện nay một số tác giả cho rằng nó là loài lai ghép tự nhiên của một chủng thuộc loài B. glabra với có lẽ là B. peruviana – một loài "hoa giấy hồng địa phương" ở Peru. Các loài lai ghép tự nhiên sau đó được phát hiện là diễn ra phổ biến trên khắp thế giới. Chẳng hạn, vào khoảng thập niên 1930, khi 3 loài được trồng cùng nhau thì nhiều loài lai ghép chéo đã được tạo ra gần như tự phát tại Đông Phi, Ấn Độ, quần đảo Canary, Australia, Bắc Mỹ và Philippines.

## Các loài
Người ta công nhận từ 4 tới 18 loài thuộc chi này.

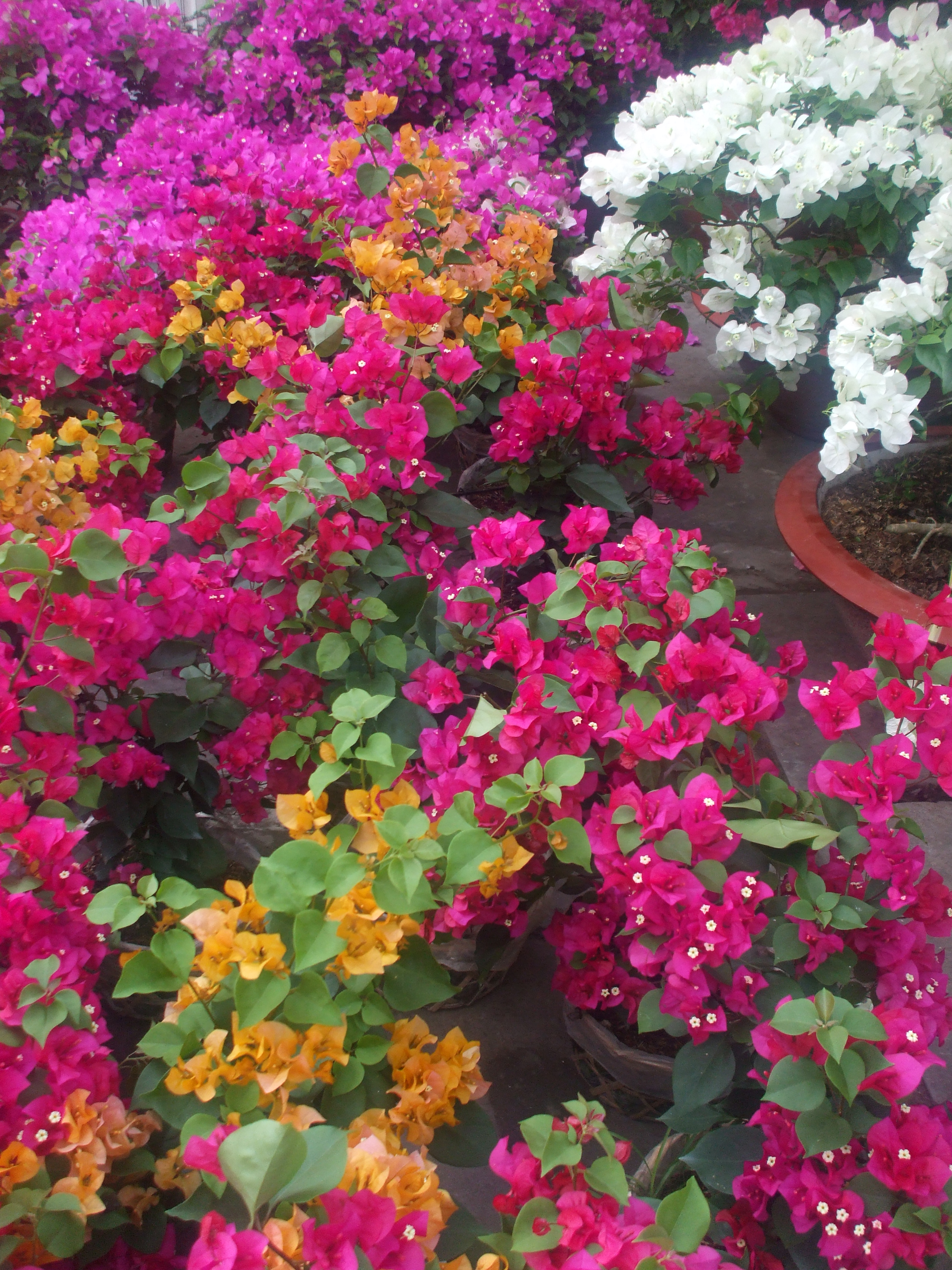
Hoa giấy 4 màu khoe sắc tại chợ hoa Long Xuyên (An Giang, Việt Nam)

- Bougainvillea berberidifolia
- Bougainvillea buttiana
- Bougainvillea campanulata
- Bougainvillea glabra
- Bougainvillea herzogiana
- Bougainvillea infesta
- Bougainvillea lehmanniana
- Bougainvillea lehmannii
- Bougainvillea malmeana
- Bougainvillea modesta
- Bougainvillea pachyphylla
- Bougainvillea peruviana
- Bougainvillea pomacea
- Bougainvillea praecox
- Bougainvillea spectabilis
- Bougainvillea spinosa
- Bougainvillea stipitata
- Bougainvillea trollii

## Cách trồng và công dụng

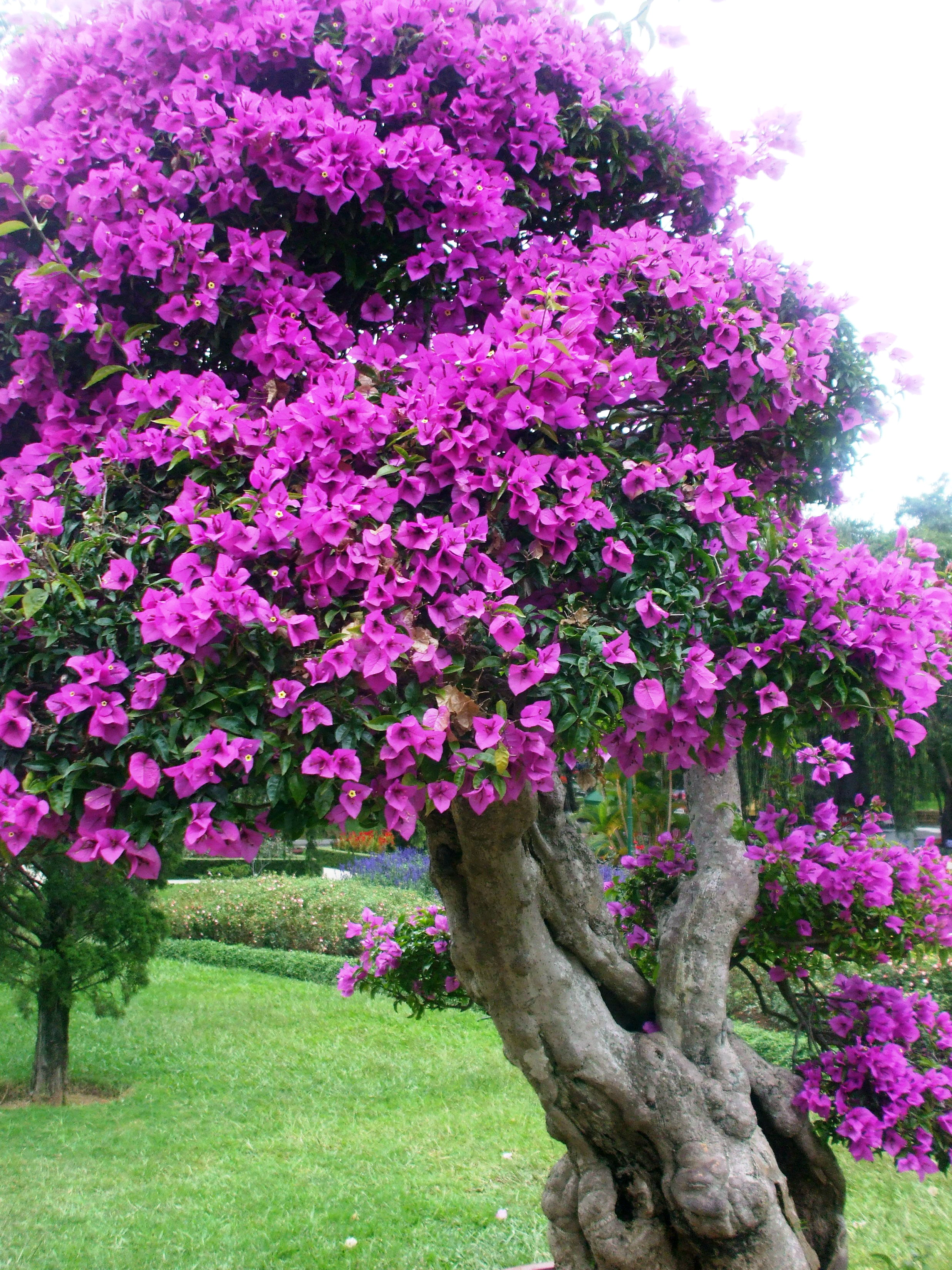
Hoa giấy tím cổ thụ tại Vườn hoa thành phố Đà Lạt

Bougainvillea là các dạng cây cảnh phổ biến tại phần lớn các khu vực có khí hậu nóng ấm, bao gồm Indonesia, Ấn Độ, Đài Loan, Zimbabwe, Việt Nam, Malaysia, Philippines, Úc, khu vực ven Địa Trung Hải, Caribe, México, Pakistan, Panama, Nam Phi, miền nam Hoa Kỳ và Hawaii.
Nhiều loại giống cây trồng và cây lai ghép đã được chọn lọc, bao gồm cả các dạng cây bụi gần như không gai. Một vài giống Bougainvillea là vô sinh và chúng được nhân giống bằng cành giâm.
Hoa giấy rất dễ chiết cành, nếu có sử dụng thuốc kích thích ra rễ, sau khi chiết từ 25 - 40 ngày là có thể cắt cành đem đi trồng. Mùa chiết thích hợp với miền Bắc Việt Nam là từ tháng 4- tháng 9 dương lịch. Ngoài ra có thể ghép các màu với nhau để tạo ra 1 cây hoa với nhiều màu. Cành và gai cứng của cây phát triển rất nhanh, nên cây hoa giấy thường được trồng làm hàng rào bảo vệ.

## Biểu tượng
Các loài hoa giấy khác nhau là hoa chính thức của các đảo như Grenada, Guam, các huyện Liên Giang và Bình Đông ở Đài Loan; Ipoh, Malaysia; và của các thành phố như Tagbilaran, Philippines; Camarillo, California; Laguna Niguel, California và San Clemente, California.

## Hình ảnh

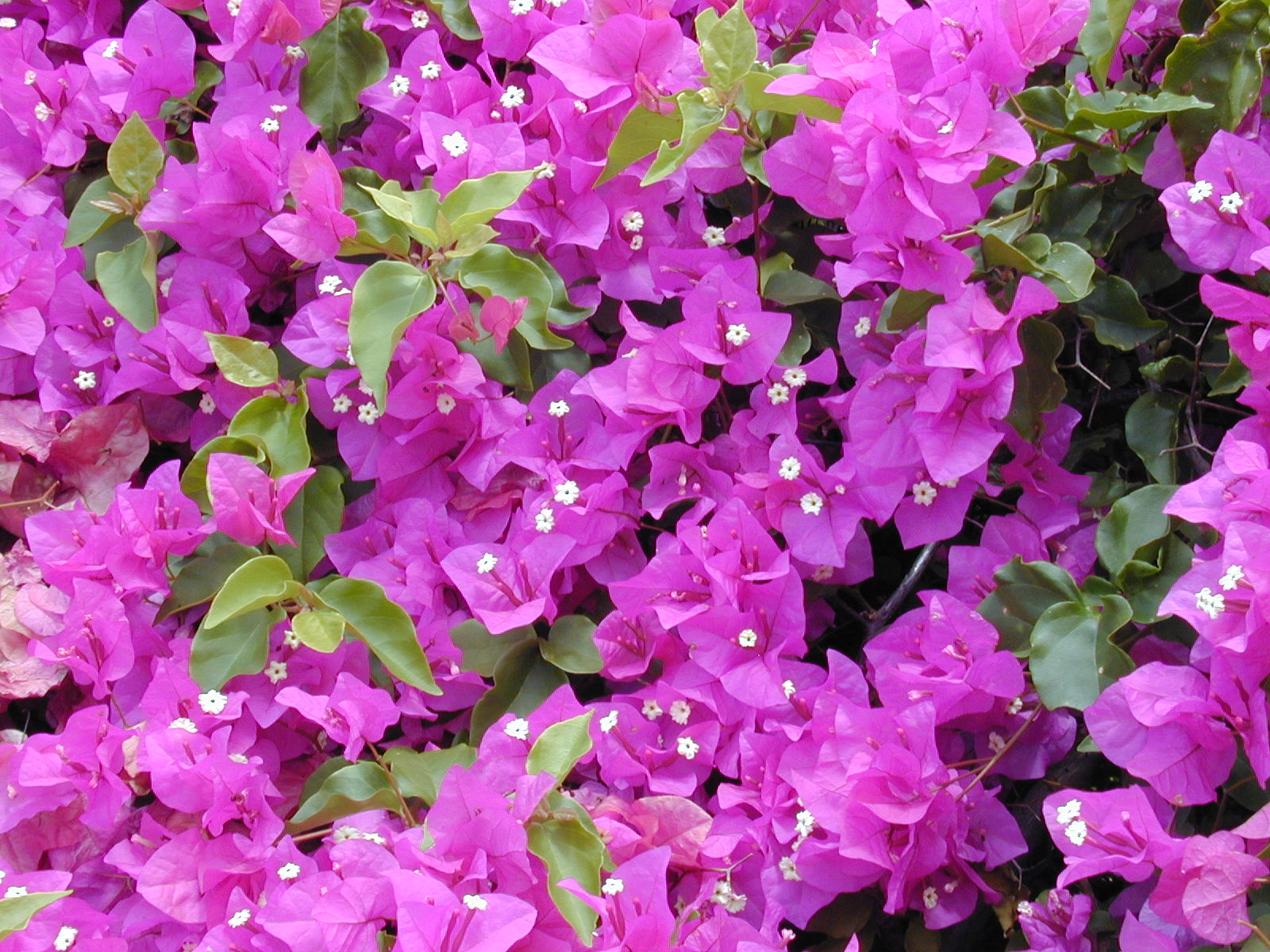
Bougainvillea spectabilis
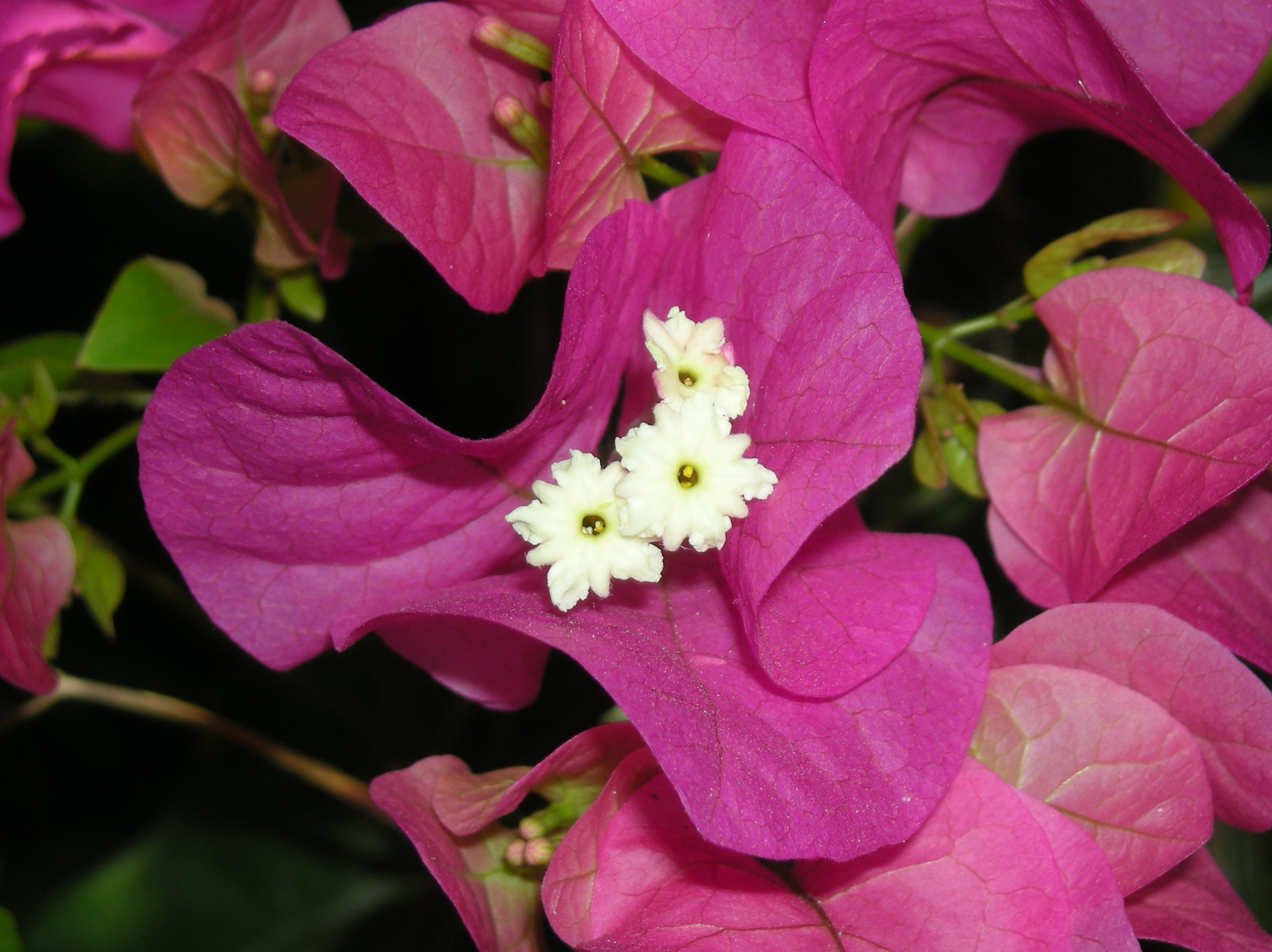
Bougainvillea glabra
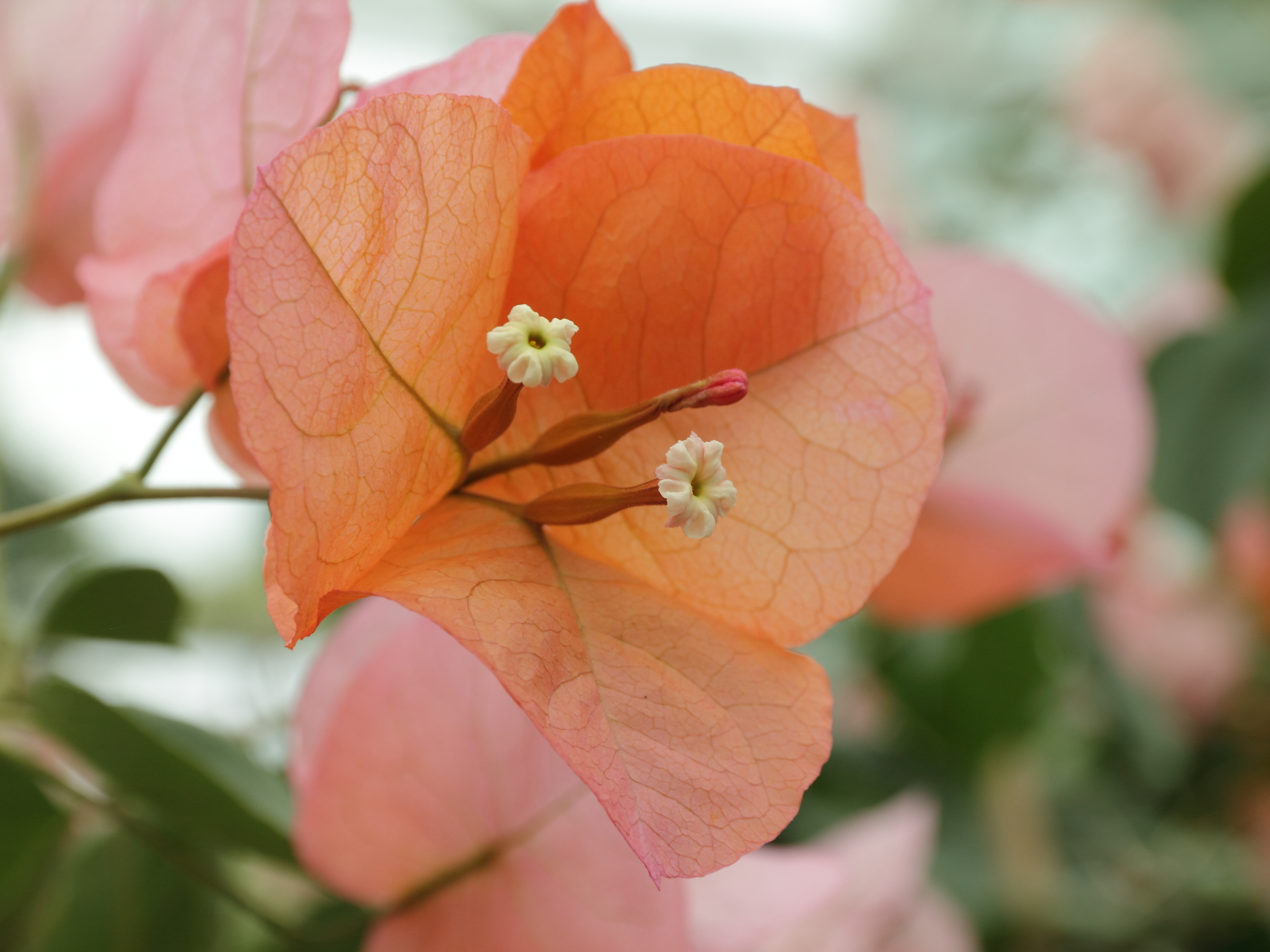
Bougainvillea × buttiana
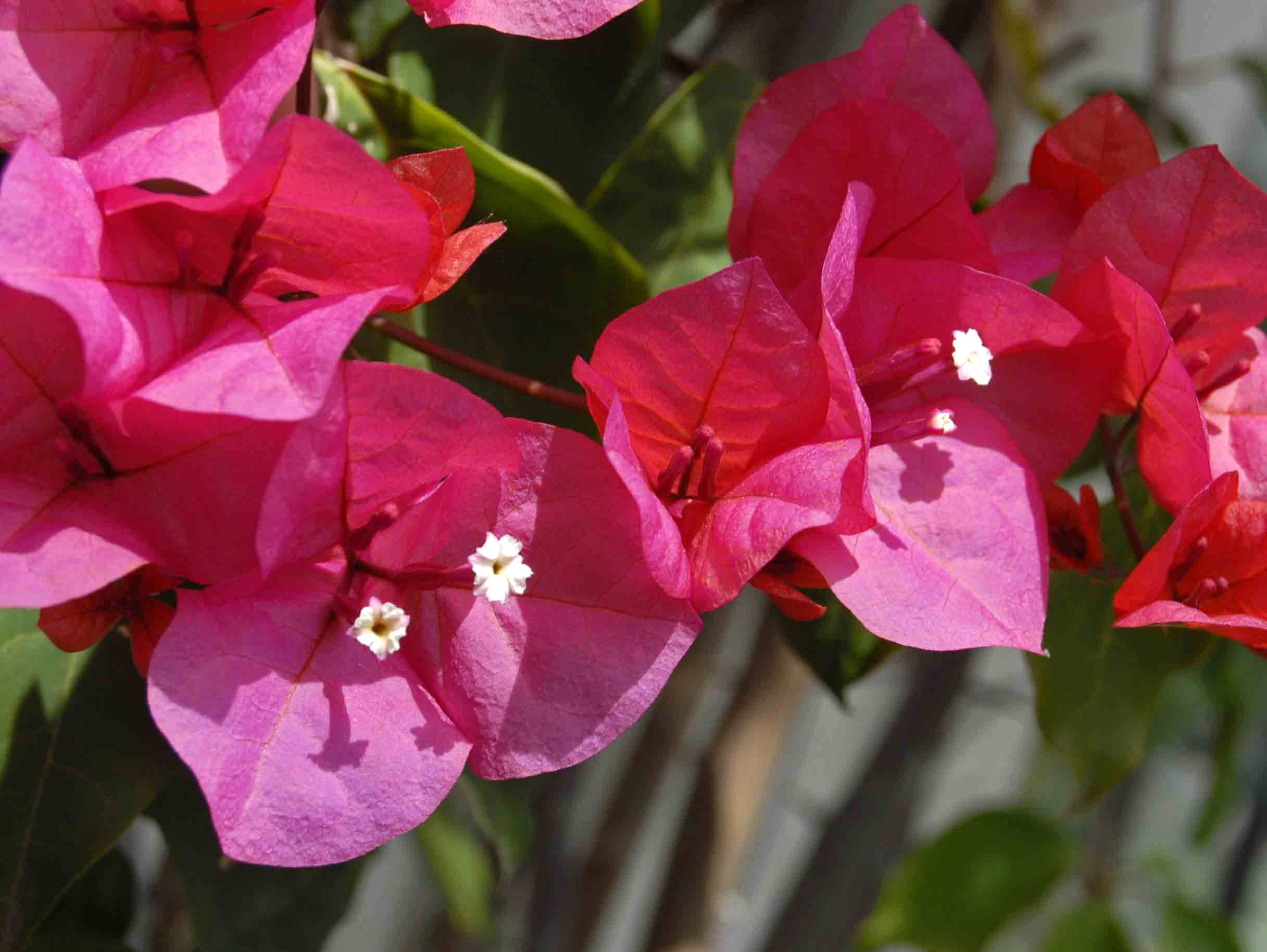
Bougainvillea × buttiana, lai giống giữa Bougainvillea glabra và Bougainvillea peruviana.
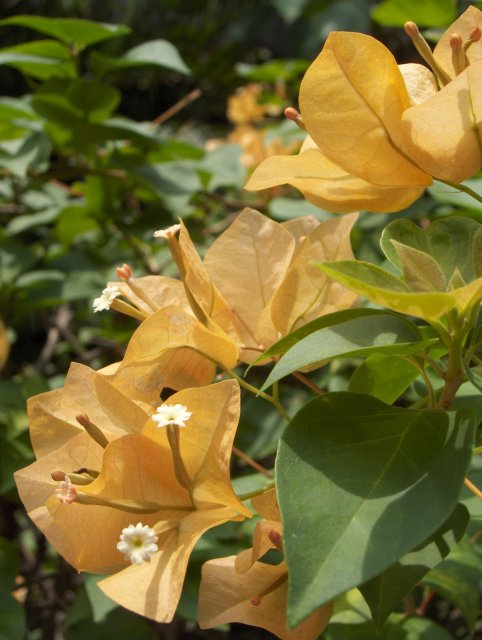
Hoa giấy vàng
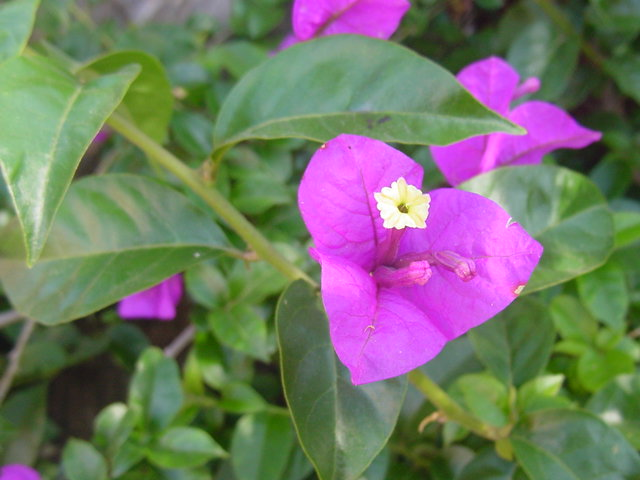
Hoa giấy tía
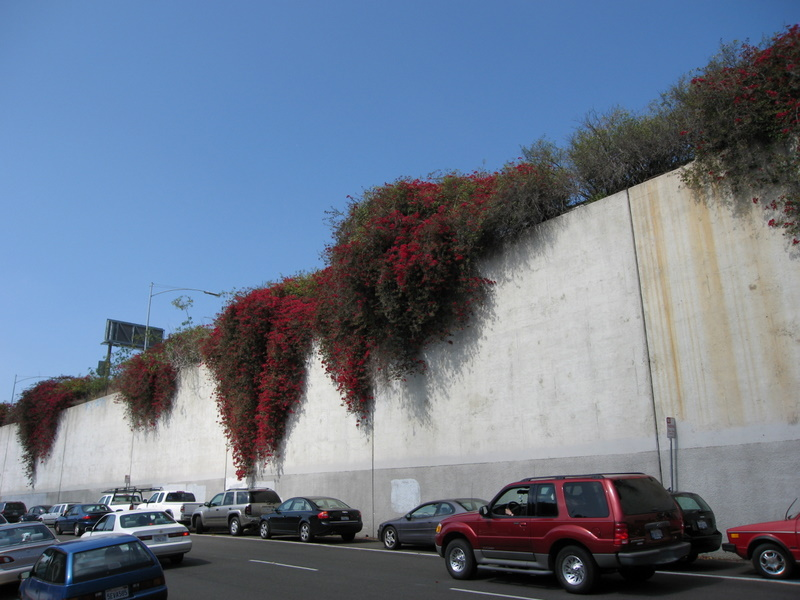
Hoa giấy là cảnh tượng phổ biến dọc theo các cầu vượt liên bang tại San Diego, California
Hoa giấy trên đường Hoàng Diệu, Quận 4, TP Hồ Chí Minh
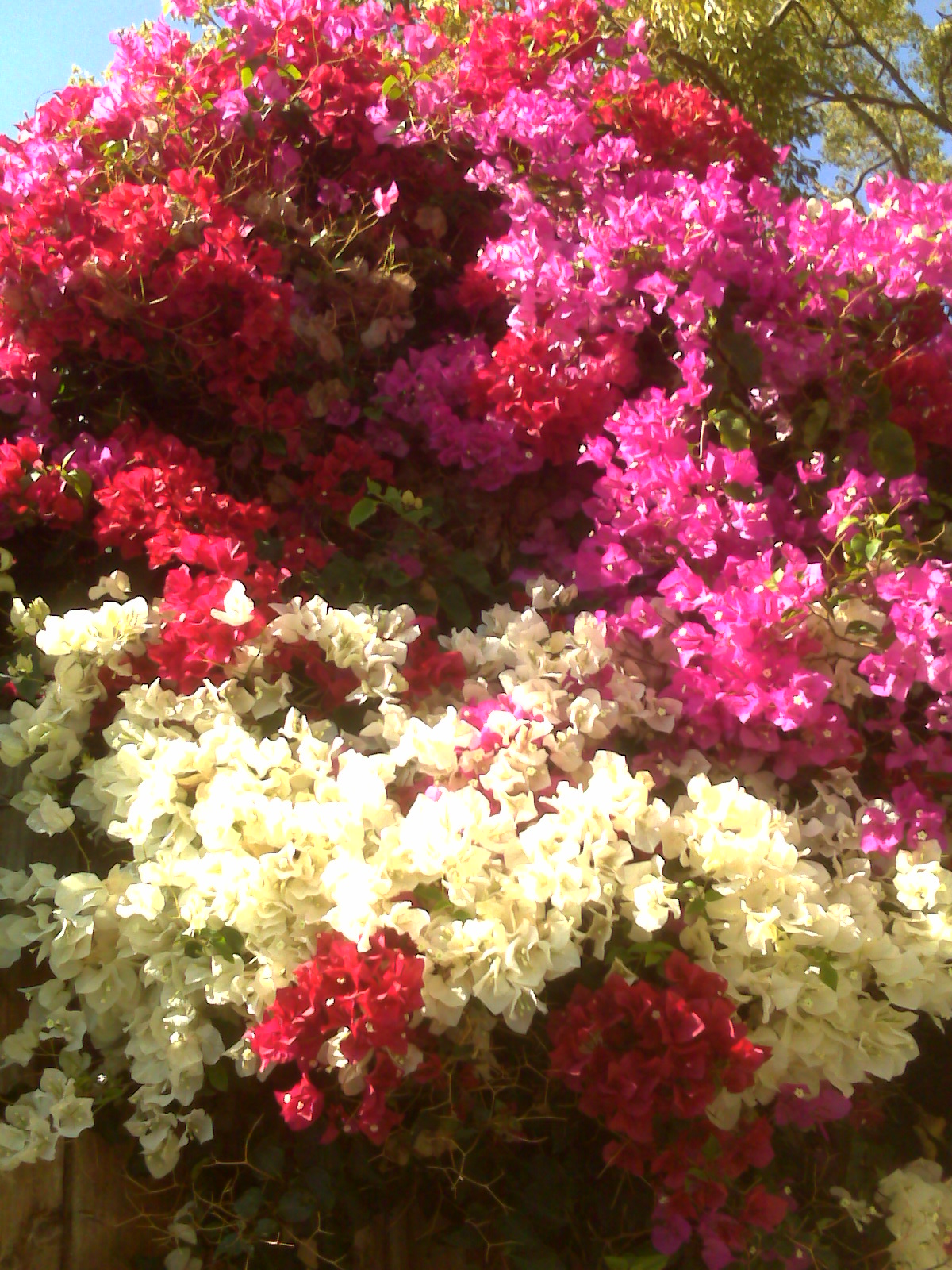
Bougainvillea 3 màu tô điểm cho hàng rào tại Los Angeles
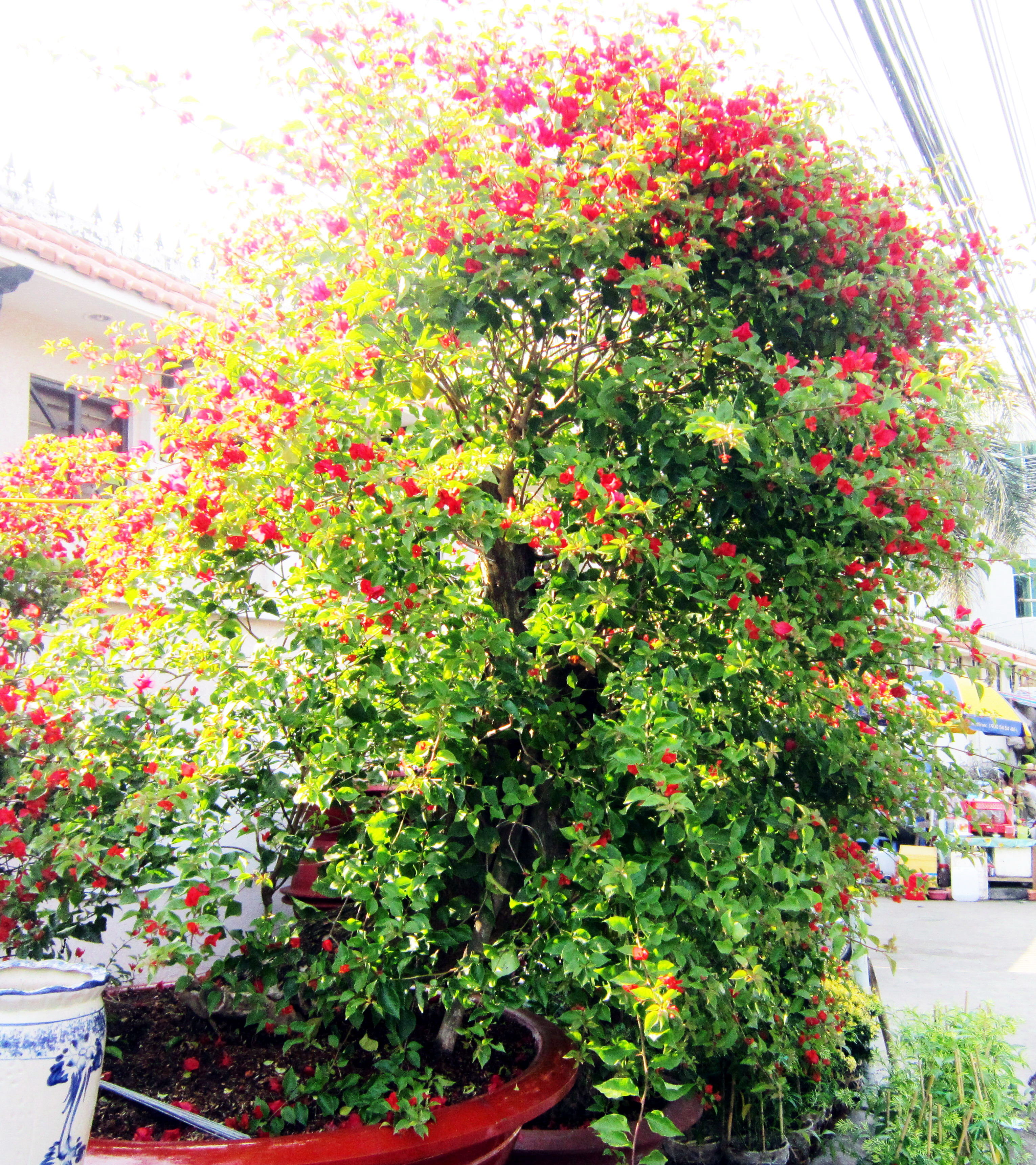
Hoa giấy đỏ, loại bông nhỏ, ở chợ hoa xuân Long Xuyên năm 2013
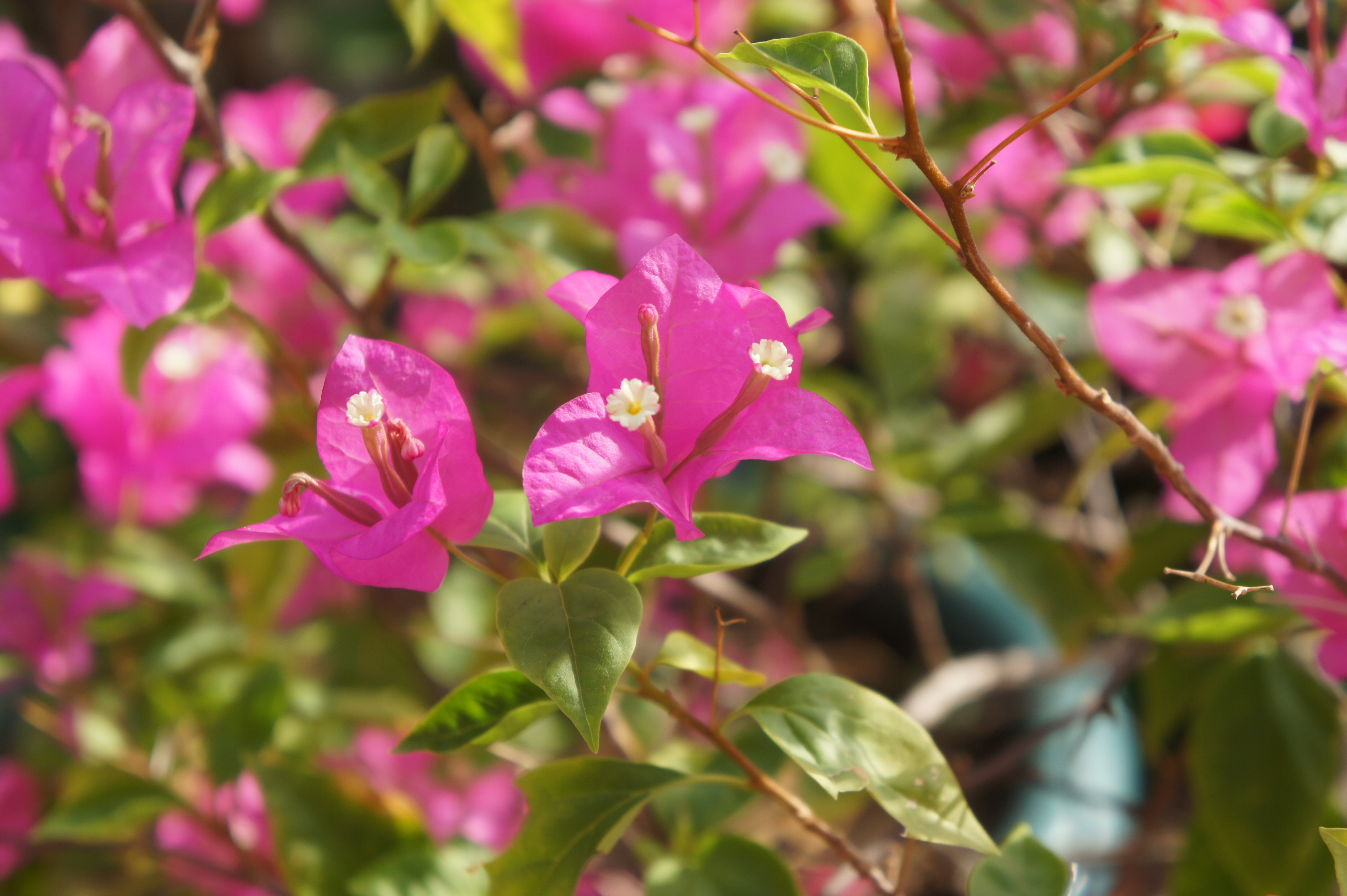
Một nhánh hoa giấy tím đang khoe sắc
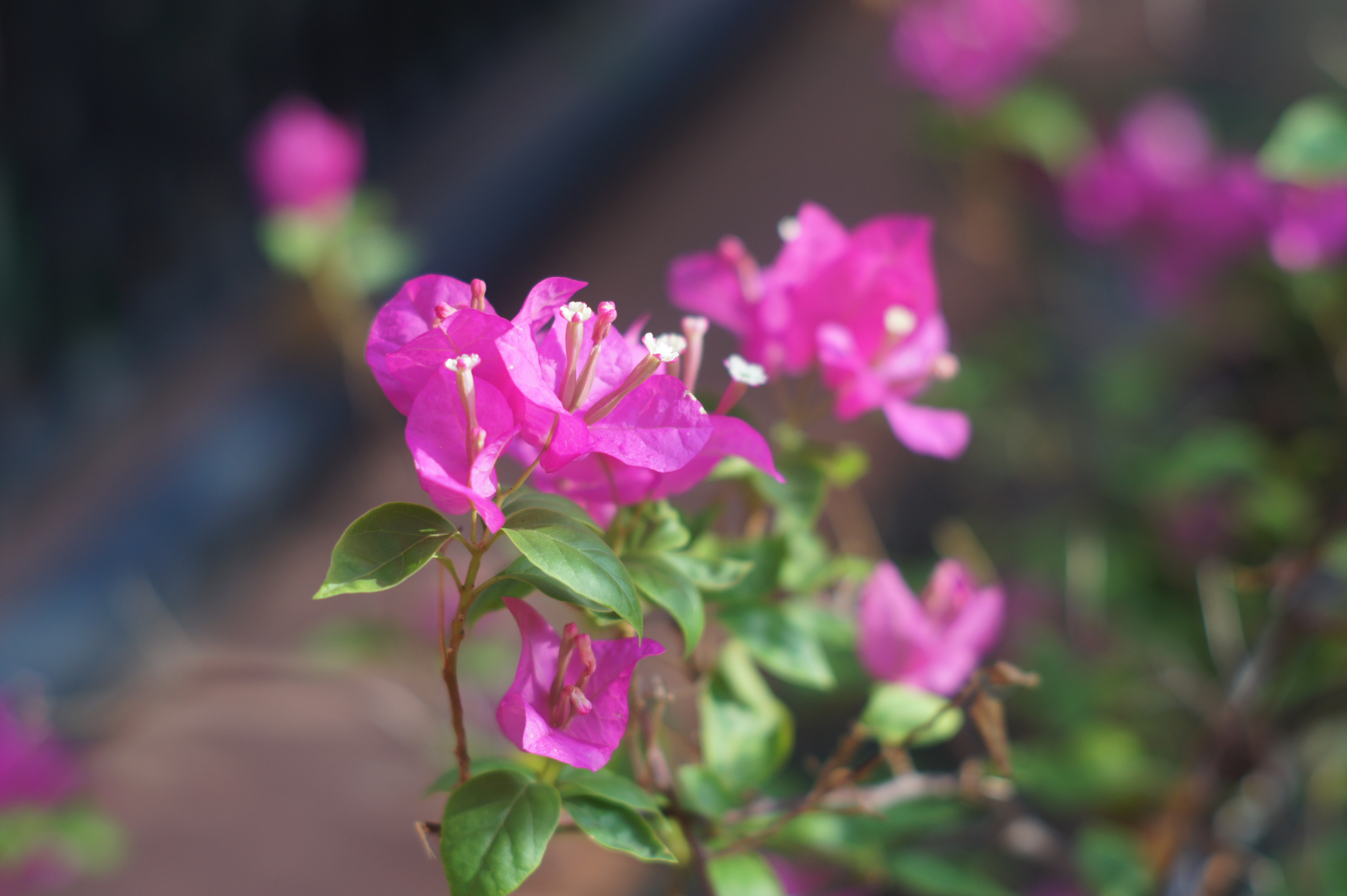
Hoa giấy khoe sắc